# Tmesisternus dohertyi
Tmesisternus dohertyi è una specie di coleottero del genere Tmesisternus, famiglia Cerambycidae. Fu descritta scientificamente da Jordan nel 1894 e abita frequentemente le foreste tropicali della zona occidentale della Papua Nuova Guinea. È una specie che raggiunge dimensioni tra i 24 e i 28 mm.